# Zimbabwe Defence Forces
Le Zimbabwe Defence Forces (ZDF) sono le forze armate dello Zimbabwe, composte dallo Zimbabwe National Army (l'esercito), dall'Air Force of Zimbabwe (l'aeronautica militare) e dalla Zimbabwe Republic Police (la polizia). Dal momento che lo Zimbabwe non ha uno sbocco sul mare, la nazione non mantiene una marina militare.
Queste forze armate hanno partecipato alla seconda guerra del Congo e furono protagoniste del Colpo di Stato in Zimbabwe del 2017. Il supremo comandante delle ZDF è il presidente Emmerson Mnangagwa (al 2018).